# Портрет Ђиневре де’ Бенчи
Портрет Ђиневре де’ Бенчи (итал. Ritratto di Ginevra de' Benci) је рано дело Леонарда да Винчија, настало у периоду између 1474. и 1478. године. Пример је фирентинског портрета касног кватрочента. Овај женски портрет приказује Ђиневру д'Америго де’ Бенчи, фирентинску песникињу и интелектуалку XV века, која је била цењена због свог учешћа у културним круговима тог времена.
Портрет Ђиневре де’ Бенчи, настао је у комбинацији уља на дрвету и темпере. Леонардо је користио технику сфумато за стварање меког прелаза између светлих и тамних тонова, што је у то време представљало револуционарни приступ уметничкој обради портрета. На полеђини слике налази се симболичка алегорија са ловоровим гранама, палмом и клеком, који упућују на Ђиневрине врлине.  Њено име је повезано са клеком („ginepro“ на италијанском), што указује на потенцијалну намеру Леонарда да уметнички повеже симболику са портретисаном личношћу.
Сматра се да је портрет наручен поводом Ђиневрине веридбе или брака, мада прецизни историјски подаци о томе нису сачувани. Уметничка анализа указује да је портрет био исечен, и да је оригинално дело вероватно укључивало и руке модела.
Дело се налази у Националној галерији уметности у Вашингтону и представља једини Леонардов портрет доступан јавности у Сједињеним Америчким Државама. Значај портрета не ограничава се само на уметничке квалитете, већ и на његов историјски контекст, јер одражава промене у друштвеном и културном положају жена у Фиренци XV века, као и уметничке тенденције према индивидуалном изражавању.

## Слика

### Опис
Слика, скоро квадратног облика, приближних димензија 38,1 x 37 cm, приказује младу девојку одевену у хаљини боје теракоте са малим прорезом на деколтеу који се везује тамноплавим пертлама. Преко рамена се налази тамносмеђи шал. За разлику од уобичајених портрета из тог времена, женска одећа је лишена украса, изузев мале бисерне копче на ивици крагне провидне кошуље. Девојчина фризура је типична за овај период фирентинске моде. Глатко зачешљана коса са равним разделом и коврџавим локнама уоквирује њено чело, док је на потиљку коса причвршћена белом траком или прекривачем за главу.
Модел је приказан у размери три четвртине у бисти са позадином планинског пејзажа. Доњи део портрета, највероватније око једне трећине, на коме се претпоставља да су биле руке модела, је изгубљен, због чега је формат слике промењен. Композиција слике, према оцени разних ликовних критичара, слична је скулптури Леонардовог ментора Андрее дел Верокиа, познатој као „Дама са букетом”, насталој у периоду кад и слика.
Бледо лице девојке са широким јагодицама и уских очију истиче се на позадини вечерњег сумрачног пејзажа са тамним жбуном клеке у средини и одсјајем светлости на води у позадини. Модел има велику главу на уским раменима и округло лице. Структура њене глатке косе је промишљено приказана у контрасту са крутим и бодљикавим гранама клеке које окружују њено лице у својеврсном ореолу. Контуре фигуре су омекшане уз помоћ сфумато ефекта, а захваљујући техници „кјароскуро“, области светлости и сенке у портрету су оштро контрастне. Кршећи традицију ренесансног портрета, Леонардо је приказао девојку која је окренута на десно, постављајући извор светлости у складу са тим. Гамма слике је пригушена и одаје утисак хладноће, највише због ограничености употребе боја које се састоје од нијанси златних, браонкастих, тамнозелених, маслинастих и плавих тонова.
На полеђини портрета, као што је то повремено био случај у сликарском жанру тог периода, приказан је амблем који се састоји од грана клеке уоквирене ловоровим венцем и граном палме. Гране су испреплетене траком, такозваном картиљо (cartiglio) са латинским натписом VIRTVTEM FORMA DECORAT („Лепота је украс врлине” или „Она свој врлину украшава лепотом”). Приказивање клеке, која се налази и на предњој страни портрета, око Ђиневрине главе али и на полеђини, служи више од пуке декоративне сврхе. У ренесансној Италији клека се сматрала симболом женске врлине, док се италијанска реч за клеку „ginepro”, такође поиграва Ђиневриним именом. Поред симболике клеке, ту се налази и симбол морала и хришћанства приказаног кроз лист палме. Проучавање слике и њено чишћење 1990. године, показало је да су венац и трака на полеђини можда накнадно додани, иако ова претпоставка није убедљиво доказана и широко прихваћена.
За разлику од предње стране, где губитак доње трећине слике није толико очигледан, на полеђини је јасно видљиво да је дизајн тријумфалног венца при дну грубо одсечен. Губитак слоја боје видљив је и испод вертикалне гране клеке. У горњем десном углу на полеђини налази се црвени воштани печат, који су на слику у XVIII веку ставили њени тадашњи власници.
Приликом детаљне анализе слике, утврђени су отисци прстију уметника, што указује да је сенчење боје извршено прстима. Портрет Ђиневре де’ Бенчи сматра се за једним од најранијих експеримената у италијанском сликарству са овим начином сликања и употребом темпере у комбинацији са техником уља на дрвету која потиче из Холандије. Поједини набори на самој слици показују да аутор дела још не овладава овом техником.

#### Формат слике
Чињеница да на портрету нису приказане руке у супротности је са Леонардовом тезом из његовог дела „Трактата о сликарству”, у којем он истиче важност сликања руку и саветује да се оне приказују на портретима. Леонардо је сматрао да руке карактеришу човека, и да су ништа мање важније од лица, те да их је најбоље приказати тако да једна рука преклапа другу.
Ова је била једина озбиљна примедба на атрибуцију ове Леонардове слике, али уверење да је слика очигледно одсечена због оштећења услед деловања ватре, влаге или нечег другог, оповргава тезе да је портрет насликан без приказа руку. Задња страна слике такође даје доказ да су димензије слике накнадно кориговане. Поставке грана палме и ловора говоре да су првобитно формирале венац који је сада одсечен. Уколико би продужили гране, како би се формирао венац, добило би се довољно простора за сликање руку са предње стране. 
Осим тога, сачуван је и Леонардов цртеж сребрном оловком (Виндзорски кодекс у колекцији замка Виндзор) из истог периода, који приказује женске руке, које својим пропорцијама и структуром упадљиво одговарају портрету Ђиневре де’ Бенчи. Цртеж је, очигледно, био студија за портрет. Скица сугерише да је модел можда држао цвет или комад накита. У овој студији, Леонардо истовремено проучава два различита геста и положаје руку. У првом гесту, модел подиже једну руку и са два прста додирује неки украс или држи неки предмет на грудима, док су у другом гесту руке мирно постављене једна преко друге. Оба мотива природно настављају и довршавају торзо, али сваки од њих асоцира на веома различито разумевање композиције портрета. Први, динамичнији мотив добија свој развој у портрету „Дама са хермелином”, који је настао током Леонардовог боравка у Милану, 80-их година XV века. Други мотив преставља решење које је примењено три деценије касније приликом настанка најпознатијег ауторовог портрета — портрет Мона Лизе. Истовремено, Виндзорски кодекс сведочи да је Леонардо да Винчи, у својој раној пракси портретисања, полазио од стваралачких искуства и уметничких решења развијених у радионици мајстора Верокиа. На основу ове скице може се претпоставити да је слика обухватала две опције: једну сличној оној која је примењена на Верокиевој скулптури „Дама са букетом”, или другој, налик на оној коју ће мајстор користити приликом стварања портрета Лизе дел Ђакондо. Међутим, не може се закључити који од ова два модела је употребљен приликом сликања портрета Ђиневре де’ Бенчи.
У разумевању првобитног изгледа овог портрета, поред Верокиеве бисте и скице из замка Виндзор, научници и истраживачи проучавали су женски портрет италијанског ренесансног сликара Лоренца ди Кредиа. Лоренцо је радио у Верокиевом студију у исто време кад и Леонардо, и његова слика „Портрет жене” очигледно је настала под утицајем Леонардовог портрета Ђиневре де’ Бенчи. Ди Кредијев портрет, настао у периоду између 1490—1500. године, такође приказује жену са позадином клеке, док се на полеђини налази и натпис GINEVRA DE AM . . . BENCI. Међутим, верује се да ово није Бенчијева кћи, већ друга Ђиневра — кћи богатог драгуљара, Ђиневра ди Николо, коју Лоренцо ди Креди именује у свом тестаменту. Гест жене, која подсећа на руке скулптуре, јединствен је за ренесансну уметност. Она држи бурму што очигледно слику повезује са Ђиневриним браком. Модел на овом портрету, за разлику од Леонардовог, гледа удесно, што је типично за модел удате жене. Руски историчар уметности Виктор Грашченков истиче да је Лоренцо јасно имитирао Леонардово дело и само променио позицију с лева на десно. Руке на овом портрету су прекрштене на грудима у гесту који подсећа на гест у бисти Андреа дел Верокиа.

### Анализа
Овај портрет, за који се верује да је настао у Леонардовом првом фирентинском периоду, хронолошки је његов први покушај портретисања. Слика је настала у тренутку када се Леонардо ослободио менторске зависности Верокиа, односно око 1475. године. Пошто не постоји тачно истакнуто датирање ни слике ни бисте, немогуће је недвосмислено рећи да ли је учитељ утицао на ученика, или обрнуто. Међутим, познато је да је Верокио касније црпео инспирацију из самосталне стваралачке одлуке сазрелог Леонарда. Постоји и мање популарно мишљење да овај портрет припада следећем Леонардовом стваралачком периоду, познатом као „милански период”, иако то не поткрепљује стилска анализа слике.
Портрет Ђиневре де’ Бенчи је једно од дела уз помоћ којег истраживачи реконструишу слику раног Леонардовог стваралаштва. Историчар уметности Борист Випер наводи:
| „ | ... свако ко приђе овом портрету, након што види чувени портрет Мона Лизе, нехотице ће бити одбијен од неке сувоће линија, фине шаре косе, глатке, углачане површине. Али не смемо заборавити да портрет „Мона Лизе“ припада самом зениту Леонардовог стваралаштва, док овде имамо пред собом мајстора почетника, напола још увек кватрочентисте, штавише, чврсто везан грубим техникама цртања свог учитеља. | ” |

Верокиов утицај се осећа у бледој, блиставој кожи, која подсећа на углачани мермер и даје слици сличност са бистом ренесансног портрета. У сликарском смислу, на портрету се такође види утицај холандских мајстора (као што је Мемлинг), који су имали снажан утицај на развој италијанског портрета овог периода. Захваљујући интересовању уметника за специфичност црта лица и карактера, овај портрет, на први поглед, још увек припада раној ренесанси.
Међутим, почетак високе ренесансе већ се осећа захваљујући хармонији коју је увео Леонардо. У поређењу са другим делима из XV века, на слици је изразитија сређеност композиционе конструкције која ствара утисак пространости и спокоја; односно предосећај оних метода уметничког организовања који ће бити својствени мајсторима високе ренесансе. Леонардове иновације посебно се истичу у чињеници да он не само да је насликао модел у форми три четвртине и вероватно до струка, што је био тек понеки пример композиције портрета у Италији, већ је и модел сместио у сред отвореног пејзажа, насупрот уобичајеној пракси да се жене сликају у својим домовима, као што је пример Ботичелијевог портрета Смералде Брандини. У портретима овог периода, ретки пејзаж би се евентуално могао видети само кроз прозор модела. Ово је први корак ка стварању портретне формуле с пејзажном позадином која ће, после Мона Лизе, постати стандард портрета касне ренесансе.
Ликовни критичари посебно хвале ову пејзажну позадину слике, њену психолошку и формалну фузију са портретном сликом. „Овај сумрак, ово уснуло језерце, ова широка, тамна маса клеке са танким шарама игала дуж ивица је у апсолутној сагласности са духовним и физичким изгледом портрета“. Како пише Грашченков, Леонардо, компликујући композицију холандских портретиста, вешто комбинује светлосне ефекте који су карактеристични и за отворени и за затворени простор. Шикари иза модела чине „провидни параван“, који слаби светлост плавог неба, а пејзаж, видљив у дубини, прекривен је лаганом сумрачном измаглицом. Дифузно, такорећи, собно светло (с десна и одозго) пада на девојчино лице, стапајући се са ослабљеним осветљењем удаљеног простора. Овде је истакнута та особина Леонардовог манира, која ће касније бити названа сфумато. Облици далеког пејзажа рефлектују се на површини воде са мутним сенкама. Пејзаж са танким дрвећем одјекује емоционалном структуром портретне слике.
Грашченков додаје: „иако је изгубио важан део своје композиције, грубо изобличен у пропорцијама, „Портрет Ђиневре де’ Бенчи“ и даље оставља снажан утисак. То се постиже не само новим методама корелације између портретне бисте и пејзажног простора, новом интерпретацијом овог простора, фино прорачунатим светлосним ефектима, већ и општим емоционалним и психолошким расположењем.
Поред тога, модел има карактеристичне црте лица, али их аутор слике не наглашава (као што би то урадио кватроченто мајстор), већ их напротив, омекшава, генерализује и продубљује психолошком карактеристиком. Дакле, слика комбинује традиционално, као што је приказивање детаља, и новог, кроз поетску атмосферу коју ствара пејзаж.

## Модел и наручилац портрета

### Приписивање
Ова слика, која се вековима налазила у колекцији војвода од Лихтенштајна, није одувек била позната по свом садашњем називу. Поред мистерије ко је особа са слике, једно време се дело налазило под другим ауторством или уопште није било помињања аутора. Тако се у лихтенштајнским каталозима могу наћи разни називи за овај портрет, а у каталогу из 1780. године, као аутор слике наведен је немачки сликар Лука Кранах.
Међутим, већ у најранијим биографијама Леонарда да Винчија, помиње се постојање извесног портрета Ђиневре из породице Бенчи. Тако је Ђорђо Вазари, италијански маниристички сликар, архитекта и писац, у својој књизи „Животи најсјајнијих сликара, вајара и архитеката”, у делу посвећеном Леонарду да Винчију, написао:
| „                                                                | ... Он је направио портрет Ђиневре д'Америго Бенчи, веома лепо дело ... | ” |
| — Ђорђо Вазари, Животи најсјајнијих сликара, вајара и архитеката |                                                                         |   |

Ово је потврдио и анонимни Леонардов биограф, познат као Анонимо Гадијано (итал. Anonimo Gaddiano), који у свом делу наводи: „У Фиренци је (Леонардо да Винчи) насликао портрет Ђиневре д’Америго Бенчи из Натуре, дело које је било толико добро урађено да се чини да није портрет већ сама Ђиневра.”
Међутим, идентификација дела из ових навода, дуго је остала нерешена. Истраживачи и историчари уметности су повезивали овај опис са „Портретом непознате жене” (фр. La Belle Ferronnière) али и са другим Леонардовим портретима. Тек 1866. године, Портрет Ђиневре де’ Бенчи је приписан Леонарду да Винчију. Тако се ова слика „са ликом непознате жене” нашла међу другим Леонардовим портретима који би могли одговарати Вазаријевом опису. Да је реч о Ђиневри де’ Бенчи општеприхваћено је тек у XX веку. До ове атрибуције дошло се на основу постављене хипотезе да приказивање изданака клеке, симбола чедности (итал. ginepro), са обе стране слике, наговештава да је реч о девојци са именом Ђиневра. Такав симболизам је био прихваћен у ренесанси и сусреће се код многих сликара, као што је пример Пизанелов портрет Ђиневре д'Естре, где се исто налази приказ жбуна клеке. Тако је клека била симбол имена Ђиневра а ловор за жене са именом Лаура. Ову атрибуцију је бранио немачки историчар уметности Вилхелм фон Боде, а након њега и Хилдебрандт. Међутим, томе су се противили Морели, Тис, Крутвел, Фризони, Сирен и Бодмер. Данас се она сматра општеприхваћеном.

### Ђиневра де’ Бенчи
Богата породица Бенчи је, са својим финансијским активностима, била блиско повезана са породицом Медичи и у то време је заузимала прилично истакнут друштвени положај у Фиренци. Ђиневрин отац, Америго Бенчи, био је хуманиста, колекционар грчких и римских аутора, мецена и пријатељ разних књижевника, филозофа и уметника. Посебно је истицао пријатељство са Марсилијем Фичином. Њен деда, Ђовани Бенчи, је био директор Медичијеве банке у којој је и сам Америго радио. Ђиневра је добила име по својој баби Ђиневри Перучи, док је њен брат Ђовани добио име по деди. Према Вазарију, Леонардо је био у пријатељским односима са Америгом и млађим Ђованијем. У време настанка портрета, Леонардо је био тек неколико година старији од Ђиневре.
Архивска истраживања су показала да је Ђиневра де’ Бенчи била надарена и призната интелектуалка свога времена. Верује се да је рођена 1456. или 1457. године. Дана 15. јануара 1474. године, у добу од 16 или 17 година, удала се за Луиђија Николинија, дупло старијег удовца из познате фирентинске породице која је такође подржавала Медичијеве. У тај брак је ступила са значајним миразом. Међутим, Луиђи је врло брзо запао у финансијске проблеме, и већ 1480. године, њихови дугови премашили су читаво њихово богатство.
Ђиневра је била образована девојка, позната у Фиренци и Риму по својој лепоти и врлинама, као и по интересовању за музику и поезију. Њени савременици су је звали Ла Бенчита, што је наговештавало њену ситну грађу. Њена побожност, врлина и интелект били су веома цењени. Била је инспирација за настанак неколико соната посвећене њој. Ђиневра је и сама писала поезију, али је од њених дела сачувана само једна песма.
О њој је писао Лоренцо де Медичи, посветивши јој два дела али и Кристофоро Ландино истичући да су Ђиневрине руке биле не само лепе, већ и веома веште у раду са иглом. Два пута их помиње са великим дивљењем и тврди да се Бернардо Бембо дивио „рукама са Паласовим умећем“. Још један песник, Алесандро Брачези, писао је како је покупио љубичице које су пале са Ђиневрине хаљине и кришом их однео Бембоу, такође хвалећи њене „прсте беле као слоновача“.
Ђиневра де’ Бенчи преминула је око 1521. године, као удовица без деце, највероватније од туберкулозе.

### Околности наручивања портрета
Околности настанка портрета су предмет научне расправе. Жене у ренесанси обично су сликане у три наврата - у случају веридбе, у случају венчања или у случају смрти. Ако је слика била венчани портрет, онда се обично упаривала са портретом мужа, а жена би у овом случају била приказана у десном скретању као што је приказ на портрету Лоренца ди Кредија. Врло често се сматрало да је „Портрет Ђиневре де’ Бенчи” везан за венчање или веридбу, пошто је клека приказана на њему тумачена као алегорија чедности. Како је Леонардо насликао девојку са лицем окренутим у „погрешном” правцу, претпостављало се да портрет, највероватније, нема везе са венчањем, већ са веридбом. Међутим, у овом случају је изненађујуће што слика, као што је уобичајено, није била испуњена демонстрацијом богатог мираза невесте. Ђиневрин накит и хаљина од скупоценог броката, која би нагласила богатство њене породице је видно изостављена. Верзија да је портрет насликан поводом Ђиневриног венчања или веридби је, приликом проучавања књижевности и уметности XX века, најчешћа, али студије последњих деценија доказују да је највероватније погрешна.
Портрет је највероватније наручио Бернардо Бембо, венецијански амбасадор у Фиренци, близак Ђиневрин пријатељ и њен платонски обожавалац. Њихов однос је познат из разних писаних извора. На верност ове тврдње указује слика на полеђини портрета. Тамо насликан венац од палме и ловора је Бернардов лични амблем, који је користио као ex libris за рукописе у својој колекцији, а затим и за рестаурацију Дантеове гробнице, коју је 1483. извео Пјетро Ломбардо, као и у низу других места. Међутим, на овој слици, његовом амблему од двеју биљака, у центру, придружује се и трећа биљка - клека, симбол Ђиневре. Дакле, слика на полеђини портрета највероватније представља преплет хералдичких биљака двоје љубавника, што је у складу са ренесансном симболиком. Штавише, испитивање инфрацрвеним поступцима, утврђено је да се испод садашњег мотоа „VIRTVTEM FORMA DECORAT” (Лепота краси врлину) налазио натпис „VIRTUS ET HONOR” (Врлина и част), што је био Бернардов лични мото.
Ова врло вероватна повезаност између наруџбине портрета и Бернардовом дивљењу Ђиневром, искључује ову слику из циклуса свадбених радова и чини је јединственом међу фирентинским женским портретима тог доба, јер слика није била повезана са породичним догађајима нити је била наручена од стране чланова породице. Изгледа да је портрет својеврсни споменик љубави, највероватније, платонској.
Истраживачи и научници сматрају да би легендарни портрет Лауре, који је Петрарка наручио од италијанског сликара Симона Мартина, могао послужити као пример за такву необичну Бернардову наруџбину. Поседовање такве слике омогућило би Бембоу, хуманисти који је био у складу са петраркистичком и хуманистичком традицијом, да изрази своја платонска осећања.
Поред ове широко прихваћене теорије, постоји и мање заступљена теза по којој је портрет наручен од стране чланова породице Бенчи. Ђиневрин отац је преминуо 1468. године, док је она још била дете, и могуће је да је брак који је склопљен 1474. године, највероватније уговорен уз посредство другог члана породице, ујака Бартоломеа или брата Ђованија, Америговог најстаријег сина. По овој хипотези, Ђовани је највероватније наручио портрет од Верокиа који га је доделио своме ученику Леонарду да Винчију или га је наручио директно од самог Леонарда. Као разлог за наруџбину може бити задржавање сећања на сестру која је удајом напустила породични дом. У то време, било је неколико примера портрета младих Фирентинки направљених како би сачували сећање на особу која је напустила кућу или је млада преминула.

## Провенијенција
Историја поседовања портрета у првих 150 година, није позната. Верује се да је слика остала у Фиренци након Леонардовог одласка у Француску. Мада, поједини извори помињу слику извесне Ђиневре у инвентару у Амбоазу из 1500. године, али ово име је било уобичајено у том периоду. Истраживачи Леонардових дела сугеришу да је слику наручио Бернардо Бембо али да је он није поседовао. Можда зато што није имао довољно новца за њу, или зато што се убрзо вратио у Венецију, изгубивши интересовање за Ђиневру. Чак и да је поседовао портрет за време кратког боравка у Фиренци, претпоставља се да је мало вероватно да га је однео кући у породични дом. У прилог томе иде и чињеница да се у инвентару Пјетра Бембоа, његовог сина наследника, не спомиње ово дело. Осим тога, неколико година касније, Изабела д'Есте је послала замолницу Чечилији Галерани да јој пошаље њен портрет коју је насликао Леонардо, како би се упознала са његовим радом. Имајући на уму Изабелине блиске односе са Бембоом, којег је често посећивала, она не би послала такав захтев да је он имао неки Леонардов портрет.
Портрет је највероватније остао у посед породичне виле Бенчијевих у улици Виа Бенчи и није био део Ђиневриног покућства јер се не спомиње у њеном тестаменту, нити у тестаменту њеног, раније преминулог, супруга Луиђија. Ђиневру је наследио њен брат Ђовани а њега, његов син Америго. Лоза директних наследника изумрла је 1611. године.
Деценијама касније, 1733. године, на полеђини портрета, стављен је воштани црвени печат са грбом куће Лихтенштајн. Међутим, у том периоду, портрет је већ годинама био део Лихтенштајнске галерије, коју је основао кнез Карл Еузебијус. Печат на полеђини означавао је да је слика била део „Fideikommissgalerie”, односно фидеикомисарне супституцијалне галерије Карловог наследника, Јохана Адама Андреаса од Лихтенштајна. Како је Јохан преминуо 16. јуна 1712. године, верује се да је слика дошла у посед Лихтенштајнових пре овог датума. Претпоставља се да су слику највероватније купили Карло или Јохан, обојица страствени љубитељи уметнина. Обојица су путовали Европом и посетили Фиренцу. Карл је преферирао мање слике, кабинетског формата, док је Јохан више волео барокни стил. У сваком случај, Леонардово ауторство није било познато у том времену, а сама слика је у првим каталозима означавана без посебног имена или навођење аутора. У каталогу из 1780. године, портрет непознате даме приписан је Луки Кранаху.
Слика је у међувремену стигла у Беч где је премештен значајан део Лихтенштајнске галерије. Након аншлуса, портрет је уклоњен из аустријске престонице и пренесем у замак у Вадуцу. Слику је 1967. године откупила вашингтонска Национална галерија уметности (Фонд Ајлса Мелон Брус) од сувереног принца Франца Јозеф II од Лихтенштајна, који се после рата нашао у веома тешкој финансијској ситуацији. Слика је продата за пет милиона америчких долара, што је био рекорд за оно време.

## Портрет Ђиневре де’ Бенчи у модерној култури
Портрет Ђиневре де’ Бенчи приказан је у неколико филмова.
- Портрет се помиње у филму Огледало, руска драма из 1975. године, у режији Андреја Тарковског.[52]
- У британском филму Соба са погледом, вереник протагонисткиње Лусе Ханичерч, коју тумачи Хелена Бонам Картер, упоређује њену лепоту и савршенство са уметничким делом Леонарда да Винчија.
- Крајем 2000-их године, Национална галерија уметности у Вашингтону објавила је документарни филм Ginevra’s History, у којем глас позајмљује америчка глумица Мерил Стрип.[13]

Верује се да је цртеж руку из Виндзорског кода, који се доводи у везу са недостајућем делом портрета Ђиневре де’ Бенчи, био инспирација за настанак литографије Цртање руку холандског уметника Мориса Есхера.

## Историја изложбеног приказивања
- 1948. Изложба „Ремек-дела из збирки принца од Лихтенштајна” у Музеју уметности у Луцерну.[1][54]
- 1951—55. „Изложба слика које је позајмио принц од Лихтенштајна”, у Националној галерији, у Лондону.
- 1969. Изложба „In Memoriam, Ailsa Mellon Bruce” у Националној галерији уметности у Вашингтону.
- 2001. Изложба „Virtue and Beauty: Leonardo's 'Ginevra de' Benci' and Renaissance Portraits of Women” у Националној галерији уметности у Вашингтону.[47]